# Aphelodoris
Aphelodoris is een geslacht van weekdieren uit de klasse van de Gastropoda (slakken).

## Soorten
- Aphelodoris antillensis Bergh, 1879
- Aphelodoris berghi Odhner, 1924
- Aphelodoris brunnea Bergh, 1907
- Aphelodoris gigas N. G. Wilson, 2003
- Aphelodoris greeni Burn, 1966
- Aphelodoris karpa N. G. Wilson, 2003
- Aphelodoris lawsae Burn, 1966
- Aphelodoris luctuosa (Cheeseman, 1882)
- Aphelodoris rossquicki Burn, 1966
- Aphelodoris varia (Abraham, 1877)

### Synoniemen
- Aphelodoris affinis Eliot, 1907 => Aphelodoris luctuosa (Cheeseman, 1882)
- Aphelodoris cheesemani Eliot, 1907 => Aphelodoris luctuosa (Cheeseman, 1882)